# Abborrgölen (Fridlevstads socken, Blekinge)
Abborrgölen är en sjö i Karlskrona kommun i Blekinge och ingår i Nättrabyåns huvudavrinningsområde.